# ふれあいバス (川越町)
ふれあいバスは三重県三重郡川越町内を無料で運行するコミュニティバスである。川越町が運営し、民間バス運行会社が運行を受託している。

## 沿革
- 1994年（平成6年）1月 - 運行開始。
- 2011年（平成23年）4月1日 - 名称をふれあいバスに変更。

## 運行経路
いずれも表記順方向のみの一方向循環。日曜・祝日・年末年始（12月29日 - 1月3日）は運休。

### 北コース
- 川越町役場 - 総合センター - 北福崎公民館前 - 当新田神明神社南 - 北福崎墓地前 - 当新田県道交差点 - 亀須公民館前 - 亀崎堤防西 - 亀崎堤防東 - 亀崎公民館前 - 漁業協合前 - 南福崎国道23号東（ラウンドワン前） - 町総合体育館 - 上吉望海橋 -  南福崎公民館前 ‐ 南福崎旧郡道交差点 - 川越町役場 - 総合センター - 近鉄伊勢朝日駅 ‐ 北福崎公民館前 - スーパーサンシ - 川越町役場
  - 全線所要時間は約54分。1日8本。

### 南コース
- 総合センター - 川越町役場 - 南福崎公民館前 - 南福崎国道23号東 - 町総合体育館 - 上吉望海橋 - 川越高校南 - 高松国道1号東 - 高松斎場前 - 高松子ども広場前 - 豊田墓地前 - 豊田八十積椋神社前 - 近鉄川越富洲原駅東口 - マックスバリュ - くわしん川越支店東 - 高松国道1号西 - 総合センター - スーパーサンシ - 川越町役場 - 総合センター
  - 全線所要時間は約58分。1日8本。

## 運賃
- 無料。利用制限なし。